# Manettia smithii
Manettia smithii är en måreväxtart som beskrevs av Thomas Archibald Sprague. Manettia smithii ingår i släktet Manettia och familjen måreväxter. Inga underarter finns listade i Catalogue of Life.